# Darqadam
Darqadam (persiska: درقدم) är en ort i Iran.   Den ligger i provinsen Khorasan, i den nordöstra delen av landet, 600 km öster om huvudstaden Teheran. Darqadam ligger 1 413 meter över havet och antalet invånare är 374.
Terrängen runt Darqadam är huvudsakligen kuperad, men österut är den bergig.Runt Darqadam är det ganska glesbefolkat, med 29 invånare per kvadratkilometer. Närmaste större samhälle är Sheshtomad, 19,7 km öster om Darqadam. Omgivningarna runt Darqadam är i huvudsak ett öppet busklandskap.